# Bar-le-Duc
Bar-le-Duc er en by i det nordøstlige Frankrig. Den er hovedstad i departementet Meuse i regionen Lorraine.